# Каминский сельсовет (Курганская область)
Ками́нский сельсове́т — упразднённые административно-территориальная единица и муниципальное образование со статусом сельского поселения в составе Куртамышского района Курганской области России. 
Административный центр — село Каминское.

## История
В соответствии с Законом Курганской области от 6 июля 2004 года № 419 сельсовет наделён статусом сельского поселения.
Законом Курганской области от 30 мая 2018 года N 45, в состав Обанинского сельсовета были включены все населённые пункты упразднённых Закоуловского и Каминского сельсоветов.

## Население
| 1989 | 2002 | 2010 | 2012 | 2013 | 2014 | 2015 |
| ---- | ---- | ---- | ---- | ---- | ---- | ---- |
| 1134 | ↘853 | ↘512 | ↘480 | ↘452 | ↘422 | ↘398 |
| 2016 | 2017 | 2018 |      |      |      |      |
| ↘380 | ↘375 | ↘363 |      |      |      |      |

## Состав сельского поселения
| № | Населённый пункт | Тип населённого пункта       | Население |
| - | ---------------- | ---------------------------- | --------- |
| 1 | Белое            | деревня                      | ↘30       |
| 2 | Каминское        | село, административный центр | ↘482      |